# 山西咨议局
山西咨议局是1909年至1912年间在山西省设立的咨议局。

## 历史
1907年，清政府预备立宪，决定于各省设立咨议局。1908年，山西咨议局筹备处成立，山西巡抚丁宝铨为督办，布政使王庆平、提法使李盛铎、提学使骆成骧为总办。1909年，山西咨议局正式宣告成立，梁善济为议长，刘笃敬、杜上化为副议长，有常驻议员18名、寻常议员68名。辛亥革命爆发后，咨议局撤销，改为成立山西省临时议会。

## 议员
山西咨议局议员共有90人，其中定额86人，驻防3人，候补1人：
- 议长：梁善济
- 副议长：刘笃敬、杜上化
- 议员：康慎徽、渠本翘、张照、刘文炳、程毅、成连增、任晋蕃、刘大鹏、曾纪纲、贾业荣、王廷宾、延善、李素、崔廷献、王敦临、郑淑、张炜、姚烈舜、赵长庚、郭际丰、马晙、王炽、潘文治、周泉清、贾鸣梧、遆长青、王建岐、韩埛、贺椿寿、段慎宪、田万棠、王鸿顺、景蔚文、刘绵训、乔禊亭、解荣辂、张士秀、袁履泰、曲乃锐、杨馨柱、高正禄、杨韨田、申梦鹰、王嘉会、苗雨润、王鹤鸣、张毓珍、李承熙、陈希琳、张照林、可秉箎、冯济川、秦龙光、吴作新、王廷弼、李华柄、段雨田、赵瑞湖、杨毅、白秉昌、刘志詹、李秉恒、王用霖、赵廷璧、张世荣、李廷诰、尹欲仁、吴凤鸣、张洁、李玉山、杨万钟、武鸿藻、陈彝、李捧霄、刘效文、胡存善、王者聘、李苑林、史焕文、宋杰、秦甚都、栗名儒、绷僧额、金善、徐焕林、许鉴观、张维藩